# أمين بنعدي
أمين بنعدي (ولد في 9 مايو 1993 في الجديدة، المغرب) لاعب كرة قدم مغربي يجيد اللعب في مركز قلب الدفاع وبدرجة أقل الوسط المدافع. يلعب حاليا لصالح المحرق الذي ينافس في الدوري البحريني الممتاز منذ 2019.

## المسيرة الرياضية

### الأندية
في 1 يوليو 2011 تم تصعيد بنعدي (18 سنة) إلى الفريق الأول بنادي الدفاع الجديدي. في موسمه الأول 2011-2012 وفي بطولة الدوري الممتاز ساهم في احتلال فريقه المركز الخامس بفارق 3 نقاط عن صاحب المركز الرابع الرجاء البيضاوي المؤهل إلى كأس الاتحاد العربي للأندية. وفي بطولة كأس العرش ساهم في وصول فريقه إلى الدور النصف النهائي حينها خسر من المكناسي 0-1.
في موسمه الثاني 2012-2013 وفي بطولة الدوري الممتاز ساهم في احتلال فريقه المركز التاسع بفارق 13 نقطة عن صاحب المركز الثالث المغرب الفاسي المؤهل إلى البطولات القارية. وفي بطولة كأس العرش ساهم في تتويج فريقه بالبطولة بعدما تغلب في المباراة النهائية على الرجاء البيضاوي بركلات الترجيح ليتأهل إلى بطولة كأس الكونفيدرالية الإفريقية وليحقق بنعدي أولى بطولاته مع الأندية.
في موسمه الثالث 2013-2014 وفي بطولة الدوري الممتاز ساهم في احتلال فريقه المركز الخامس بفارق 3 نقاط عن صاحب المركز الثالث الفتح الرباطي المؤهل إلى بطولة كأس الكونفيدرالية الإفريقية. وفي بطولة كأس الكونفدرالية الإفريقية وفي الدور التمهيدي ساهم في فوز فريقه على اتحاد سونابل الرياضي البوركينابي 1-0 في مجموع المباراتين ليتأهل إلى الدور الأول حيث تغلب على غامتل الغامبي 6-0 في مجموع المباراتين ليتأهل إلى الدور الثاني حيث واجه كيغالي الرواندي وتغلب عليه 3-1 في مجموع المباراتين ليتأهل إلى دور إخراج المغلوب حيث خسر من الأهلي المصري بأفضلية الأهداف خارج الأرض بعد تعادلهما 2-2 في مجموع المباراتين وفشل في التأهل إلى دور المجموعات.
في موسمه الرابع والأخير 2014-2015 وفي بطولة الدوري الممتاز ساهم في حصد فريقه 21 نقطة من 15 مباراة محتلا المركز السابع. وفي بطولة كأس العرش ساهم في وصول فريقه إلى الدور النصف النهائي عندها خسر من الفتح الرباطي بأفضلية الأهداف خارج الأرض بعد تعادلهما 3-3 في مجموع المباراتين.
في 12 يناير 2015 انتقل بنعدي (21 سنة) من الدفاع الحسني الجديدي إلى البديع البحريني (الدرجة الثانية) في صفقة انتقال حر. في موسمه الوحيد 2014-2015 وفي بطولة دوري الدرجة الثانية فشل فريقه في الصعود إلى الدوري الممتاز. وفي بطولة كأس الملك خرج فريقه من مباراته الأولى عندما خسر في الدور التمهيدي من مدينة عيسى 3-4.
في 1 يوليو 2015 انتقل بنعدي (22 سنة) من البديع إلى الدفاع الحسني الجديدي المغربي (الدوري الممتاز) في صفقة انتقال حر. في موسمه الأول في الفترة الثانية والخامس ككل 2015-2016 وفي بطولة الدوري الممتاز ساهم في احتلال فريقه المركز الثالث عشر بفارق 5 نقاط عن منطقة الهبوط. وفي بطولة كأس العرش ساهم في تأهل فريقه إلى الدور 16 عندما تغلب في الدور 32 على الرجاء البيضاوي بأفضلية الأهداف خارج الأرض بعد تعادلهما 3-3 في مجموع المباراتين.
في 21 أغسطس 2016 انتقل بنعدي (23 سنة) من الدفاع الحسني الجديدي إلى البديع البحريني (الدرجة الثانية) في صفقة انتقال حر. في موسمه الأول 2016-2017 وفي بطولة دوري الدرجة الثانية ساهم في احتلال فريقه المركز الثالث بفارق 8 نقاط عن صاحب المركز الثاني الاتحاد المؤهل للصعود إلى الدوري الممتاز. وفي بطولة كأس الملك ساهم في وصول فريقه إلى الدور 16 حينها خسر من الاتحاد بركلات الترجيح. وفي بطولة كأس الاتحاد البحريني ساهم في وصول فريقه إلى الدور النصف النهائي حينها خسر من الحد بركلات الترجيح.
في موسمه الثاني 2017-2018 وفي بطولة دوري الدرجة الثانية ساهم في تتويج فريقه بالبطولة بعدما تصدر الترتيب بفارق 3 نقاط عن وصيفه الحالة وصعدا معا إلى الدوري الممتاز ليحقق بنعدي ثاني بطولاته مع الأندية. وفي بطولة كأس الملك خرج فريقه من المرحلة الأولى عندما خسر في الدور 16 من الحالة 1-2 في مجموع المباراتين.
في موسمه الثالث والأخير 2018-2019 وفي بطولة الدوري الممتاز ساهم في احتلال فريقه المركز التاسع قبل الأخير بفارق 4 نقاط عن منطقة الأمان وبالتالي الهبوط إلى الدرجة الثانية. وفي بطولة كأس الملك خرج فريقه من المرحلة الأولى عندما خسر في الدور 16 من المحرق 1-3 في مجموع المباراتين. وفي بطولة كأس الاتحاد البحريني فشل فريقه في التأهل إلى الدور النصف النهائي بعدما احتل المركز الرابع في المجموعة الثالثة بفارق 3 نقاط عن المتصدر البحرين.
في 5 أغسطس 2019 انتقل بنعدي (26 سنة) من البديع إلى المحرق البحريني (الدوري الممتاز) في صفقة انتقال حر لمدة 5 مواسم. في موسمه الأول 2019-2020 وفي بطولة الدوري الممتاز ساهم في احتلال فريقه المركز الثاني الوصيف بفارق نقطة واحدة عن البطل الحد. وفي بطولة كأس الملك ساهم في تتويج فريقه بالبطولة بعدما تغلب في المباراة النهائية على الحد 1-0 وليحقق بن عدي ثالث بطولاته مع الأندية. وفي بطولة كأس الاتحاد البحريني ساهم في تتويج فريقه بالبطولة بعدما تغلب في المباراة النهائية على البسيتين 4-1 وليحقق بنعدي رابع بطولاته مع الأندية. وفي بطولة كأس العرب للأندية الأبطال ساهم في فوز فريقه في الدور 32 على شباب قسنطينة الجزائري بأفضلية الأهداف خارج الأرض بعد تعادلهما 3-3 في مجموع المباراتين ليتأهل إلى الدور 16 حينها خسر من الاتحاد السكندري المصري 0-3 في مجموع المباراتين.
في موسمه الثاني 2020-2021 وفي بطولة الدوري الممتاز ساهم في احتلال فريقه المركز الرابع بفارق 18 نقطة عن البطل الرفاع. وفي بطولة كأس الملك ساهم في وصول فريقه إلى الدور الربع النهائي حينها خسر من الأهلي 1-2. وفي بطولة كأس الاتحاد البحريني ساهم في تتويج فريقه بالبطولة بعدما تغلب في المباراة النهائية على الرفاع الشرقي 2-1 وليحقق بنعدي خامس بطولاته مع الأندية. وفي بطولة كأس الاتحاد الآسيوي ساهم تصدر فريقه المجموعة الثانية متفوقا على السلط الأردني المستضيف والأنصار اللبناني ومركز شباب بلاطة الفلسطيني ليتأهل إلى الدور النصف النهائي لمنطقة غرب آسيا حيث فاز على أرضه على العهد اللبناني 3-0 ليتأهل إلى المباراة النهائية لمنطقة غرب آسيا حيث فاز على الكويت الكويتي 2-0 ليتأهل إلى المباراة النهائية لبطولة كأس الاتحاد الآسيوي حيث تغلب على نسف قرشي الأوزبكستاني 3-0 وليحقق بنعدي سادس بطولاته مع الأندية.
في موسمه الثالث 2021-2022 وفي بطولة الدوري الممتاز ساهم في احتلال فريقه المركز الرابع بفارق 15 نقطة عن البطل الرفاع. وفي بطولة كأس الملك ساهم في وصول فريقه إلى الدور الربع النهائي حينها خسر من الرفاع بركلات الترجيح. وفي بطولة كأس الاتحاد البحريني ساهم في تتويج فريقه بالبطولة بعدما تغلب في المباراة النهائية على الحد بركلات الترجيح وليحقق بنعدي سابع بطولاته مع الأندية.
في موسمه الرابع 2022-2023 وفي بطولة الدوري الممتاز ساهم في احتلال فريقه المركز الثالث بفارق نقطتين عن البطل الخالدية. وفي بطولة كأس الملك ساهم في وصول فريقه إلى الدور الربع النهائي حينها خسر من الرفاع بركلات الترجيح. وفي بطولة كأس الاتحاد البحريني فشل فريقه في التأهل إلى الدور النصف النهائي بعدما احتل المركز الرابع في المجموعة الرابعة بفارق 4 نقاط عن المتصدر البحرين. وفي بطولة كأس العرب للأندية الأبطال ساهم في فوز فريقه في الدور التمهيدي الأول على السيب العماني بركلات الترجيح بعد تعادلهما 2-2 في مجموع المباراتين ليتأهل إلى الدور التمهيدي الثاتني حينها خسر من الاتحاد الرياضي المنستيري التونسي 0-3 في مجموع المباراتين.

### المنتخبات
في 23 مارس 2023 قرر المدرب البرتغالي هيليو سوزا استدعاء بنعدي (29 سنة) للمشاركة في أولى مبارياته الدولية مع البحرين وكانت أمام الهند وديا عندما لعب أساسيا وانتهت المباراة بفوز البحرين 2-1.
قرر المدرب سوزا استدعاء بنعدي للانضمام إلى تشكيلة البحرين المشارك في تصفيات كأس آسيا 2023 – الدور الثالث حيث أوقعته القرعة في المجموعة الخامسة ولعب بنعدي جميع المباريات أساسيا وساهم في تصدر البحرين المجموعة بعد تحقيق 3 انتصارات متتالية على بنغلاديش وماليزيا وتركمانستان ومن ثم التأهل إلى نهائيات البطولة.
كرر سوزا استدعاء بنعدي للانضمام إلى تشكيلة البحرين المشارك في بطولة كأس الخليج العربي 25 في العراق ولعب بنعدي جميع المباريات أساسيا وساهم في تصدر البحرين المجموعة الثانية بالفوز على الإمارات وقطر 2-1 والتعادل مع الكويت 1-1 ليتأهل إلى الدور النصف النهائي عندها خسر البحرين من عمان بهدف نظيف ليودع البطولة.

## الإنجازات
- الدفاع الحسني الجديدي (1)
  - كأس العرش (1): 2013/2012
- البديع (1)
  - دوري الدرجة الثانية (1): 2018/2017
- المحرق (5)
  - كأس ملك البحرين (1): 2020/2019
  - كأس الاتحاد البحريني (3): 2020/2019 - 2021/2020 - 2022/2021
  - كأس الاتحاد الآسيوي (1): 2021